# Christopher Latham
Christopher Latham (* 6. Februar 1994 in Bolton) ist ein britischer Radsportler und Pilot im Paracycling.

## Sportlicher Werdegang
2011 wurde Christopher Latham britischer Vize-Meister der Junioren im 1000-Meter-Zeitfahren. Im Jahr errang er bei den Bahn-Europameisterschaften der Junioren jeweils die Silbermedaille im Scratch sowie mit Jonathan Dibben, Samuel Lowe und Tao Geoghegan Hart in der Mannschaftsverfolgung, 2013 wurde er britischer Vize-Meister im Omnium. 2014 wurde er britischer Meister in der Mannschaftsverfolgung, gemeinsam mit Germain Burton, Chris Lawless und Oliver Wood.
Bei den Bahnradsport-Europameisterschaften 2015 im schweizerischen Grenchen errang Latham die Bronzemedaille im Ausscheidungsfahren. Wenige Wochen später belegte er im olympischen Lee Valley Velodrome gemeinsam mit Oliver Wood beim ersten Londoner Sechstagerennen seit 1980 Rang zwei. 2017 wurde er Dritter im Scratch bei den bei Weltmeisterschaften in Hongkong. Im Jahr darauf errang er in derselben Disziplin bei den Commonwealth Games ebenfalls Bronze.
2022 startete als Pilot des sehbehinderten Sportlers Stephen Bate bei den Paracycling-Bahnweltmeisterschaften; das Duo wurde Weltmeister in der Verfolgung, im Jahr darauf belegten die beiden Sportler in der Verfolgung bei den Weltmeisterschaften Rang drei.

## Palmarès

### Bahn
2012
- Junioren-Europameisterschaft – Scratch, Mannschaftsverfolgung (mit Jonathan Dibben, Samuel Lowe und Tao Geoghegan Hart)

2014
- Britischer Meister – Mannschaftsverfolgung (mit Germain Burton, Chris Lawless und Oliver Wood)

2015
- Bahn-Europameisterschaften Ausscheidungsfahren
- Europameister (U23) – Mannschaftsverfolgung (mit Oliver Wood, Germain Burton und Matthew Gibson)

2017
- Weltmeisterschaft – Scratch

2018
- Commonwealth Games – Scratch

### Straße
2015
- Beaumont Trophy

2016
- eine Etappe Olympia’s Tour

### Paracycling (Bahn)
2022
- Weltmeister – Verfolgung (mit Stephen Bate)

2023
- Weltmeisterschaft – Verfolgung (mit Stephen Bate)

2024
 Sommer-Paralympics – Verfolgung (mit Stephen Bate)